# Muzeum i Galeria Rodziny Konarzewskich w Istebnej

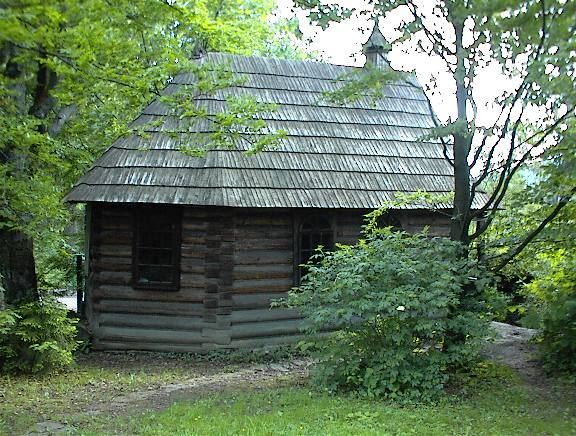
Kaplica Matki Boskiej Królowej Korony Polskiej z 1923 r. na Buczniku w Istebnej – stan obecny

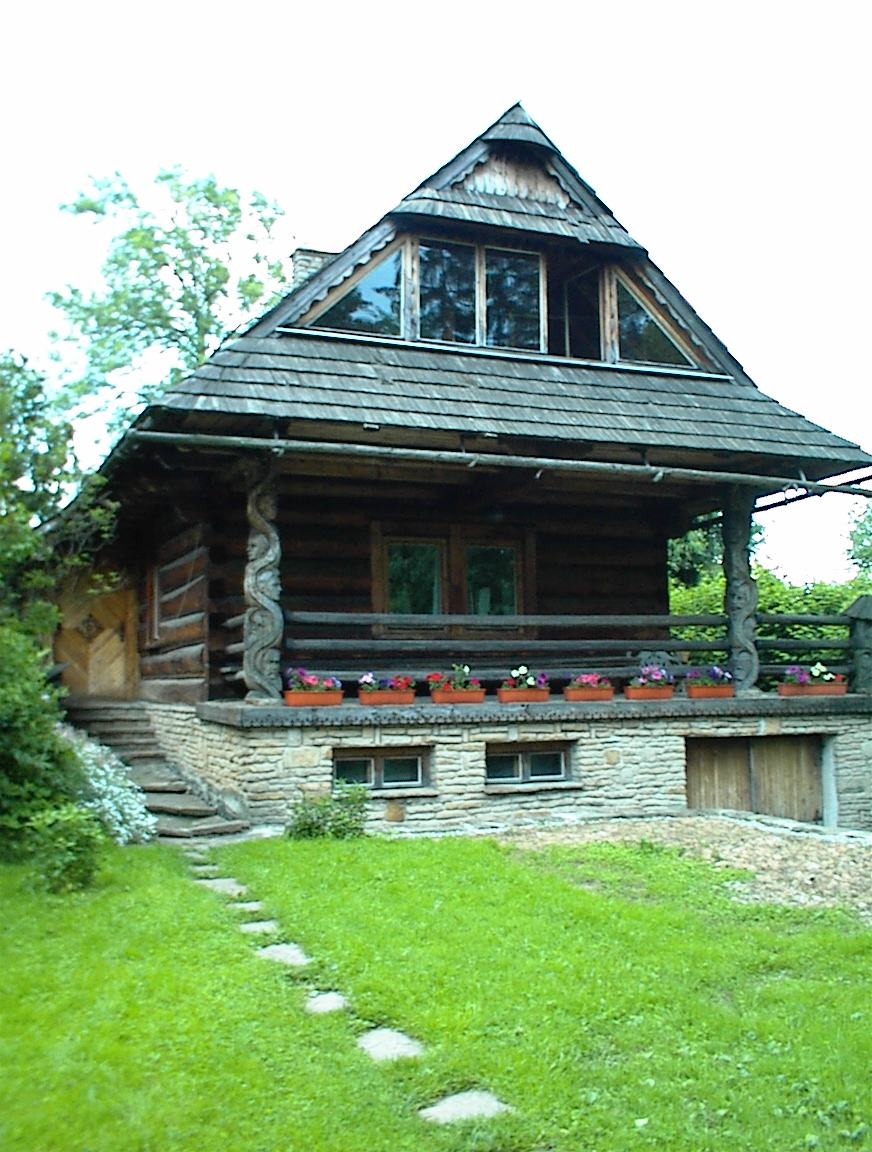
Dom drewniany nr 29 na Buczniku z lat 1980-85

Muzeum i Galeria Rodziny Konarzewskich w Istebnej na Buczniku – prywatne muzeum położone w Istebnej, na terenie osady i kolonii artystycznej Bucznik. Poświęcone jest twórczości Ludwika Konarzewskiego-seniora (1885-1954), jego syna Ludwika Konarzewskiego-juniora, małżonce Ludwika-juniora - Joannie Konarzewskiej oraz kilku innym członkom rodziny.
Zwiedzający mogą poznać historię rodziny, dzieje założenia w latach dwudziestych XX wieku muzeum oraz formy kolonii artystycznej i kulturalnej w Istebnej na Buczniku (warsztatów rzemiosła artystycznego, pensjonatu „Bucznik” i ich historii), jak i prywatnej kaplicy NMP Królowej Korony Polskiej. Opowieść jest bogato ilustrowana pamiątkami po kompozytorze Stanisławie Konarzewskim, malarskimi i rzeźbiarskimi dziełami Ludwika Konarzewskiego-seniora i Ludwika Konarzewskiego-juniora, obrazami i grafikami Joanny Konarzewskiej, ceramiką artystyczną Marii Konarzewskiej-Wszołek, a także pracami z zakresu tkactwa artystycznego, wykonanymi przez Jadwigę Konarzewską-Patykiewicz.
Po zachowanej do dziś kaplicy pw. NMP Królowej Korony Polskiej oraz galerii oprowadzają członkowie rodziny Konarzewskich.
Muzeum czynne codziennie po uzgodnieniu telefonicznym.